# 鸢尾蒜
鸢尾蒜（学名：Ixiolirion tataricum），为鸢尾蒜科鸢尾蒜属下的一个种。

## 扩展阅读
維基物種上的相關：鸢尾蒜